# Tryphoema ramabula
Tryphoema ramabula is een eenoogkreeftjessoort uit de familie van de Rhizothricidae. De wetenschappelijke naam van de soort is voor het eerst geldig gepubliceerd in 1942 door Robert William Pennak.
Pennak plaatste de soort oorspronkelijk in een nieuw geslacht, dat hij Adelopoda noemde. De soort werd gevonden in de getijdenzone van het strand van North Cape Cod en Nobska in Cape Cod (Massachusetts).